# Klobuk Izbiruh
Klobuk Izbiruh (v izvirniku angleško Sorting Hat) je magičen predmet in lik, ki nastopa v fantazijski pripovedi Harry Potter britanske pisateljice J. K. Rowling.
Klobuk so sešili štirje veliki ustanovitelji čarovniške šole Bradavičarke. Je en največjih 'kreacij', saj lahko 'pogleda' v glavo vsakemu, ki si ga natakne. Njegova naloga je, razvrstiti učence v domove. Razvršča jih po njihovih osebnostih in lastnostih. V Gryfondom pridejo pogumni in drzni, v Pihpuff pridni in marljivi, v Spolzgad zviti in prevejani, v Drznvraan pa bistri. Klobuk prebiva v ravnateljevem kabinetu in je tako seznanjen z vsem, kar se dogaja na šoli. Na začetku leta vse preseneti s pesmijo, ki si jo izmisli sam in je vsako leto drugačna.  